# Federació de Futbol de la República Democràtica Alemanya
El futbol a l'antiga República Democràtica Alemanya era dirigit per la Federació de Futbol de la República Democràtica Alemanya, oficialment anomenada Deutscher Fußball-Verband.
S'encarregava d'organitzar la Lliga de la RDA de futbol i la Copa de la RDA de futbol, així com la Selecció de futbol de la República Democràtica Alemanya.